# Викрадаючи коней
«Викрадаючи коней» (норв. Ut og stjæle hester) — копродукційний драматичний фільм 2019 року, поставлений режисером Хансом Петтером Муландом за однойменним романом Пера Петтерсона. Світова прем'єра відбулася 9 лютого 2019 року на 69-му Берлінському міжнародному кінофестивалі, де фільм брав участь в основній конкурсній програмі у змаганні за «Золотого ведмедя».

## Сюжет
Листопад, 1999 року. Літній норвежець Тронд після смерті дружини поселяється в тихій глушині́, де чекає нового 2000 року. Його самоту порушує людина з минулого, яка відроджує спогади про фатальне літо 1948 року, коли Тронд втратив перше кохання, батька і щасливе дитинство. 15-річний Тронд став учасником трагічного любовного трикутника й дізнався, що навіть найближчі люди можуть зберігати один від одного неймовірні таємниці.

## У ролях
| • Стеллан Скашгорд          | … | Тронд Сандер             |
| • Бйорн Флоберг             | … | Ларс                     |
| • Тобіас Зантельман         | … | батько Тронда            |
| • Тоне Беате Монстраум      | … | мати Тронда              |
| • Джон Рейнс                | … | Тронд у віці 15-ти років |
| • Даніца Чурчич             | … | мати Йонса               |
| • Пол Сверре Гаґен          | … | батько Йонса             |
| • Гард Бе Ейдсвольд         | … | Франц                    |
| • С'юр Ватне Бреан          | … | Йонс у віці 17-ти років  |
| • Тор'юс Гопланд Воллан     | … | Ларс у віці 10-ти років  |
| • Андерс Баасмо Христіансен | … |                          |
| • Жан Гуннар Рейзе          | … | священик                 |
| • Ане Улімоен Еверлі        | … | касир                    |
| • Йонас Йоргенсен           | … | лікар швидкої допомоги   |

## Знімальна група
- Автор сценарію — Ханс Петтер Муланд (за романом Пера Петтерсона «Викрадаючи коней» (норв. Ut og stjæle hester))
- Режисер-постановник — Ханс Петтер Муланд
- Продюсери — Гокон Еверас, Турід Еверсвеен, Лізетте Йонік, Марі Сесіль Ґаде, Петер Поссне, Рамунас Шкікас
- Виконавчі продюсери — Говард Єрстад, Лоне Корслунд, Аксель Гельгланд, Карін Юлсруд, Андеорс Кергауґе
- Лінійний продюсер — Рамунас Шкікас
- Оператор — Расмус Відебек
- Композитор — Каспар Каа
- Монтаж — Єнс Крістіан Фодстад, Ніколай Монберг
- Художник-постановник — Йорген Стангебай Ларсен
- Художник-костюмер — Анне Педерсен
- Художник-декоратор — Уте Берг
- Артдиректор — Вілюс Ванагаш
- Підбір акторів — Селіне Енгебріґтсен

## Нагороди та номінації
| Список нагород та номінацій                | Список нагород та номінацій | Список нагород та номінацій | Список нагород та номінацій | Список нагород та номінацій | Список нагород та номінацій |
| Кінофестиваль/Кінопремія                   | Рік                         | Категорія                   | Номінант(и)                 | Результат                   | Дж                          |
| ------------------------------------------ | --------------------------- | --------------------------- | --------------------------- | --------------------------- | --------------------------- |
| 69-й Берлінський міжнародний кінофестиваль | 2019                        | Золотий ведмідь             | Викрадаючи коней            | Номінація                   |                             |